# 小行星52649
小行星52649（52649 Chrismith）是一颗绕太阳运转的小行星，为主小行星带小行星。该小行星于1997年12月27日发现。
該小行星以美國小學教師克莉斯汀·伊麗莎白·史密斯（Christine Elizabeth Smith）命名。

## 轨道参数
小行星52649的轨道半长轴为3.0379172 UA，离心率为0.057。